# Рибноје
Рибноје (рус. Рыбное) град је у Русији у Рјазањској области.

## Становништво
| 1959.  | 1970.  | 1979.  | 1989.  | 2002.  | 2010.  |
| ------ | ------ | ------ | ------ | ------ | ------ |
| 10.186 | 17.293 | 17.789 | 18.672 | 19.150 | 18.380 |